# Терпкий виноград
«Терпкий виноград» (рос. «Терпкий виноград») — вірменський радянський художній фільм 1973 року режисера Баграта Оганесяна, знятий на кіностудії «Вірменфільм» у 1973 році.

## Зміст
Хлопчика, після отримання похоронки на його батька, відправляють у тил до родини його дядька-інваліда. Однак він не вірить, що його батько мертвий і не хоче жити на новому місці. Він постійно приходить зустрічати ешелони з фронту у надії зустріти батька. І ось одного разу відбувається чудо, і тато повертається. Виявляється, він два роки героїчно воював у партизанському загоні.

## Ролі
- Араїк Ісаакян — Ваге
- Сос Саркісян — Вардан
- Яків Азізян — Саак
- Алла Туманян — Санам
- Вруйр Паноян — старий
- Гурген Джанібекян — Ованес
- Галя Новенц — Єлизавета (озвучувала Клавдія Козленкова)
- Азат Шеренц — начальник залізничної станції